# Rinoctes nasutus
Rinoctes nasutus is een straalvinnige vissensoort uit de familie van gladkopvissen (Alepocephalidae). De wetenschappelijke naam van de soort is voor het eerst geldig gepubliceerd in 1927 door Koefoed.